# 統合多用途・将来型垂直離着陸機計画
統合多用途・将来型垂直離着陸機計画 (Joint Multi-Role / Future Vertical Lift, JMR/FVL）は、アメリカ合衆国のアメリカ陸軍の軍用ヘリコプターの数種類の系列を完全に新規開発する計画である。この計画ではセンサー、航空工学、航空電子工学、エンジン、および不具合対策などの共通のハードウェアに加え、ソフトウェア (運用技術・運用経験値、操縦訓練情報) を共有する5種類の異なる機体規模の「回転翼航空機」を開発する。
アメリカ陸軍は2004年からこの計画を2017年に至るまで継続的に検討し続けている。
将来型垂直離着陸機(FVL)計画は、アメリカ陸軍の汎用ヘリコプターであるUH-60ブラックホーク、攻撃ヘリコプターのAH-64アパッチ 、重輸送ヘリコプターのCH-47チヌーク、特に代替機の開発に2度失敗した軽偵察・観測ヘリコプターであるOH-58カイオワの将来的な代替機を開発することを意図している。最終的には将来型垂直離着陸機(FVL)計画の前身になると予想される現在進行中の先行計画が、2017年に技術概念立証のための機体提供が予定されている統合多用途ヘリコプター(JMR)計画である。

## 概要
アメリカ国防総省はイラクの自由作戦や不朽の自由作戦など通算で12年以上続いた戦闘の報告分析結果から、米軍の回転翼機 (ヘリコプター、2007年12月以降はティルトローター機を含む) の航空団が、度重なる空中機動作戦に参加中のヘリボーン任務によって疲弊していることを発見した。
戦闘の結果、ヘリコプターは平時と比べ作戦飛行時間が約5倍長くなり、それまでの飛行時間では露呈しなかった故障や航続距離時間の短さに関する現地の航空団より要望が出された。これにより従来の回転翼機は特に航続時間と航続距離に関して能力不足であるとされた。また遅い巡航速度と連続使用に伴う耐久性の問題、整備性でも固定翼の地上攻撃機(特に空軍のA-10など)と比べ劣っていることが問題とされた。
本計画以前、機体のメーカーが原型機種(プラットフォーム)を戦場の要求の変化を踏まえて新規に開発・設計することは無く、既存機種に派生型を加える形で再設計と再生産を行い、これらを新型機として既存の機体と置き換えてきたという反省点があった。
FVL計画では、新しい技術・素材・設計を使用し、高速で遠くまで飛行可能で、多くの搭載量を有し、信頼性が高く保守し易く、整備に掛かる作業量と運用コストを低減し、兵站規模の縮小を可能とすることが要求された。計画ではこれらの完全新規設計の回転翼機とその派生型で、アメリカ陸軍の従来機種の殆どを代替することになる。
統合多用途機(Joint Multi-Role, JMR)は更に3段階に分割され、
1. 「JMR TD」（TD, Technology Demonstration, 統合多用途ヘリコプター 技術概念実証）段階では、実用航空機の基盤(プラットフォーム)としての「技術概念実証機」(デモンストレーター)を開発する。
2. 「JMR フェーズ I 」(統合多用途ヘリコプター 第一段階)では、実際に実用機として用いる航空機を開発する。
3. 「JMR フェーズ II」(統合多用途ヘリコプター 第二段階)では、実際の運用に不可欠な「航空作戦任務システム」体系を開発・構築する予定である。

アメリカ陸軍はFVL計画で最低でも約4,000機の回転翼航空機を取得する予定で、2016年にFVLのエンジン計画を開始した 。
FVL計画は2009年に提唱・策定されたが、長期的な先進航空工学の維持だけでなく、アメリカ国防総省は「垂直離着陸機」能力と技術開発に焦点を当てる解決策ではない。
2011年10月、当時の国防副長官アシュトン・カーターは、全ての軍事航空作戦のためのFVLの共同提案を概説する 「FVL戦略計画」を発表した。この戦略計画では2011年からの25-40年間、VTOL輸送機の開発を進めることによって、現在の回転翼機・航空団を21世紀後半の技術水準に見合う高度な能力に置き換えるための基盤を提供することが示された。
これは国防総省の「VTOL輸送航空団」の約80％が、既存機体に延命措置を施すか、既存機種を退役させるか、次の8-10年以内に新規設計の機種に置き換えることを示していた。
今後50年間以上の垂直離着陸・輸送航空団の運航に影響を与える「将来型垂直離着陸機・戦略計画」の実施にあたり、アメリカ海軍は米陸軍の軍事的パートナーであり、将来型・垂直離着陸機の派生型はMH-60S/Rヘリコプターの後継機として、米海軍のMH-XX計画で使用される可能性がある。

## 構成
FVL計画では現在運用中の全25機種を代替するために2009年に最初の3種類の機体規模が策定され、次に2017年までの間に、下記の表区分の4(重量級)と5(超重量級)が新たに設定されている(各々の区分で同一設計か否かを選択するかの是非を問わない)。
| 等級 | 機体規模区分 （ 邦訳 ）         | 代替予定となる従来機種 | 備考（導入予定など） |
| ---- | ------------------------------- | --- | --- |
| 1    | JMR-Light （軽量級）            | OH-58 カイオワを置換する、偵察ヘリコプター区分。 | 将来型攻撃偵察機として2030年の導入予定。 シコルスキー レイダーXやベル 360 インビクタスが該当。 |
| 2    | JMR-Medium Light （準・軽量級） | 未定（2017年1月末日時点） | 未定（2017年1月末日時点） |
| 3    | JMR-Medium （中量級）           | 汎用ヘリコプター・UH-60 ブラックホークと 攻撃ヘリコプター・AH-64Eをそれぞれ置換予定。                                                                           | UH-60後継は将来型長距離強襲機としてベル V-280が選定された。ただし対抗するSB>1 デファイアント側は選定に対し抗議中。 また米陸軍は「UH-60」の後継機として発表したためAH-64D/Eアパッチ・ロングボウの後継機は別機種になる可能性がある。 |
| 4    | JMR-Heavy （重量級）            | CH-47 チヌークの派生型の全系列を代替する貨物輸送機の区分。 | ボーイング社は2060年の予定としている。 一方で米陸軍は、2035年までには導入するよう指定している。 ベル・ボーイング クアッド・ティルトローター (QTR)が該当。                                                                          |
| 5    | JMR-Ultra （超・重量級）        | C-130J スーパー・ハーキュリーズやエアバス A400M アトラスなど。 固定翼の中規模・戦術輸送機と同等の性能を備えた垂直離着陸・航空機用の新しい超大型機級の区分創設。 | 2025年の導入予定。 |

米国下院軍事委員会によると、2013年4月現在、従来型のヘリコプター、従来機の小翼に代えて「完全な操縦翼面を含む大型翼」を持つ減速型回転翼・複合ヘリコプター、およびティルトローター機の3種類の「統合多用途」（Joint Multi-Role  , 略語：JMR）に有効な航空機の形態に関する機構が検討されていた。
概要の節でも触れたとおり、本計画は準備段階となる「技術概念立証機の提案」→　承認　→　試作機製作および飛行試験 と 実用機開発段階の、以下の2つの計画に分割して順次実施される手はずとなっている。
1. 「統合多用途ヘリコプター計画」（Joint Multi-Role、略語： JMR）
2. 「将来型垂直離着陸機計画」（Future Vertical Lift、略語： FVL）

「統合多用途ヘリコプター計画」については、更に以下の3段階に細分化される。
| 区分                                | 邦訳                                    | 備考 |
| ----------------------------------- | --------------------------------------- | --- |
| JMR - TD (Technology Demonstration) | 統合多用途ヘリコプター 技術概念実証段階 | 実際に実用機として用いる航空機の技術概念実証機（デモンストレーター）を開発する。 次の段階の「将来型垂直離着陸機計画」において製作する実用機の性能を科学的・合理的に推定し得る程度の機体規模で足りるとされているため、各社とも将来の実用機の 約75% から 同95% までの縮尺率の試作機の製作に取り組んでいる。 基幹となるエンジンも実用機では所定の正規の種類を搭載する前提で既存の旧式で安価なエンジンを流用している企業もみられる。 |
| JMR Phase I                         | 統合多用途ヘリコプター 第一段階         | 実際に実用機として用いる航空機を開発し、その試作機を製造する。 |
| JMR Phase II                        | 統合多用途ヘリコプター 第二段階         | 実際の運用に不可欠な航空作戦任務システムを開発・構築する予定。 |

「将来型垂直離着陸機計画」（ Future Vertical Lift , 略語： FVL　）について、詳細は 2017年 1月末日現在、完全には定まっていないが、製作が完了した技術概念立証機の飛行試験の結果を踏まえて、上記の 5区分（ 軽量級から超・重量級まで ）の審査を通過した各社の「技術概念立証機」を振り分けた上で、必要性の優先度合いに応じて順次、実用機の開発と試作機および増加試作機の製作に進むことが予定されている。

## 要求項目
要件項目は、2017年1月現在、未だ完全には洗練されていないが、新しい垂直離着陸・回転翼航空機の概念は、少なくとも430km/h (260mph)の速度に達し、12人の完全装備の兵員を空輸可能で、高度1,800m (6,000ft)、飛行性能測定に影響する大気密度の濃淡要素を左右する気温は95°F (35°C)の高温大気中で、戦闘行動半径は424km (263mi)、無給油航続距離は848km (527mile) に達することを絶対条件として米陸軍から指定された。
航空機作戦任務の区分として、貨物輸送、汎用機、武装偵察、攻撃、人命救助（避難支援）、医療救護・搬送、対潜水艦戦闘、対艦船攻撃（ 雷撃機軍務も含まれる）、陸海捜索救難（戦闘捜索救難、Combat Search And Rescue : CSARを含む
）、特殊戦闘部隊の支援、垂直補給、機雷掃海任務、その他の雑務。
将来型垂直離着陸機の系列の垂直離着陸・回転翼航空機には、あくまでオプション要求機能項目ではあるが、近年の無人航空機(UAV/UCAV)の自律飛行機能の向上を鑑み、操縦士官や航法偵察/電子機器(レーダー、センサー、ソナーなど)の操作士官の搭乗に代えて「F-35 ライトニング II」で使用されるヘッドマウントディスプレイ機構を応用してF-35に比較して条件が穏やかな本計画の機体を将来的には遠隔操作し、さらには人工知能による「自律飛行能力」を獲得可能な発展可能性が要求される。
2013年3月、米陸軍は「代替エンジンの概念設計と分析」(The Alternative Engine Conceptual Design and Analysis)と呼ばれる取り組みに対する提案書の提出ｗｐ航空機開発・製造企業の業界団体宛てに要請した。
FVL計画の制式なシステム要件は2017年1月時点で制式要求項目としては設定されていないが、ホバリング能力、最高速度および巡航速度、航続時間・航続距離と戦闘行動半径、貨物と兵員、さらに自衛に必要な最小限の武装ペイロード、および燃費特性を最低限でも現在の回転翼航空機以上にする必要があると規定されている。
これには国際標準大気(海面上の気圧101.3kPa、気温15℃条件)を基準とする、高度換算値10,000ft (3,048m)におけるホバリング能力、前記同一条件下における高度換算30,000ft (9,144m) における巡航飛行の維持能力を持つ回転翼航空機が必要な場合があり得る。
この能力に加えて、高々度での良好なホバリング機動飛行の能力が追加要求として含まれる。
エンジンは整備時間の改善、戦闘行動半径の増加、高い静粛性を向上させ、高度な航空作戦を可能にする。代替の先進的なエンジンと発電機や補助動力装置(Auxiliary Power Unit, APU)をはじめとする電力装置のシステム構成を必要とする。
異なる機体構成に合わせ、ターボシャフトエンジンは最小40馬力から10,000馬力までの出力が研究されている。エンジン設計は2017年内に開始され、FVL計画の技術概念実証段階の開始によって準備が整う予定である。この候補の中から1~4社の開発企業が、18ヶ月以内での作業完了(技術概念実証機の実機完成)を条件として量産製造契約を米陸軍と締結できる。

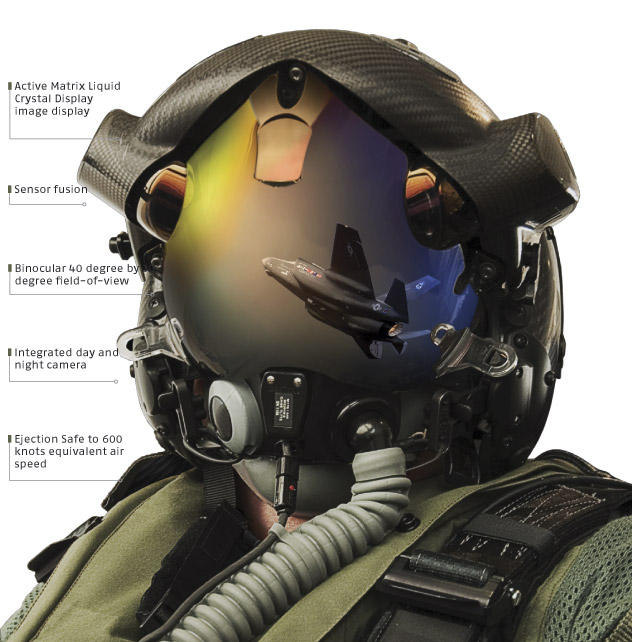
"Gen 1"のHMDS

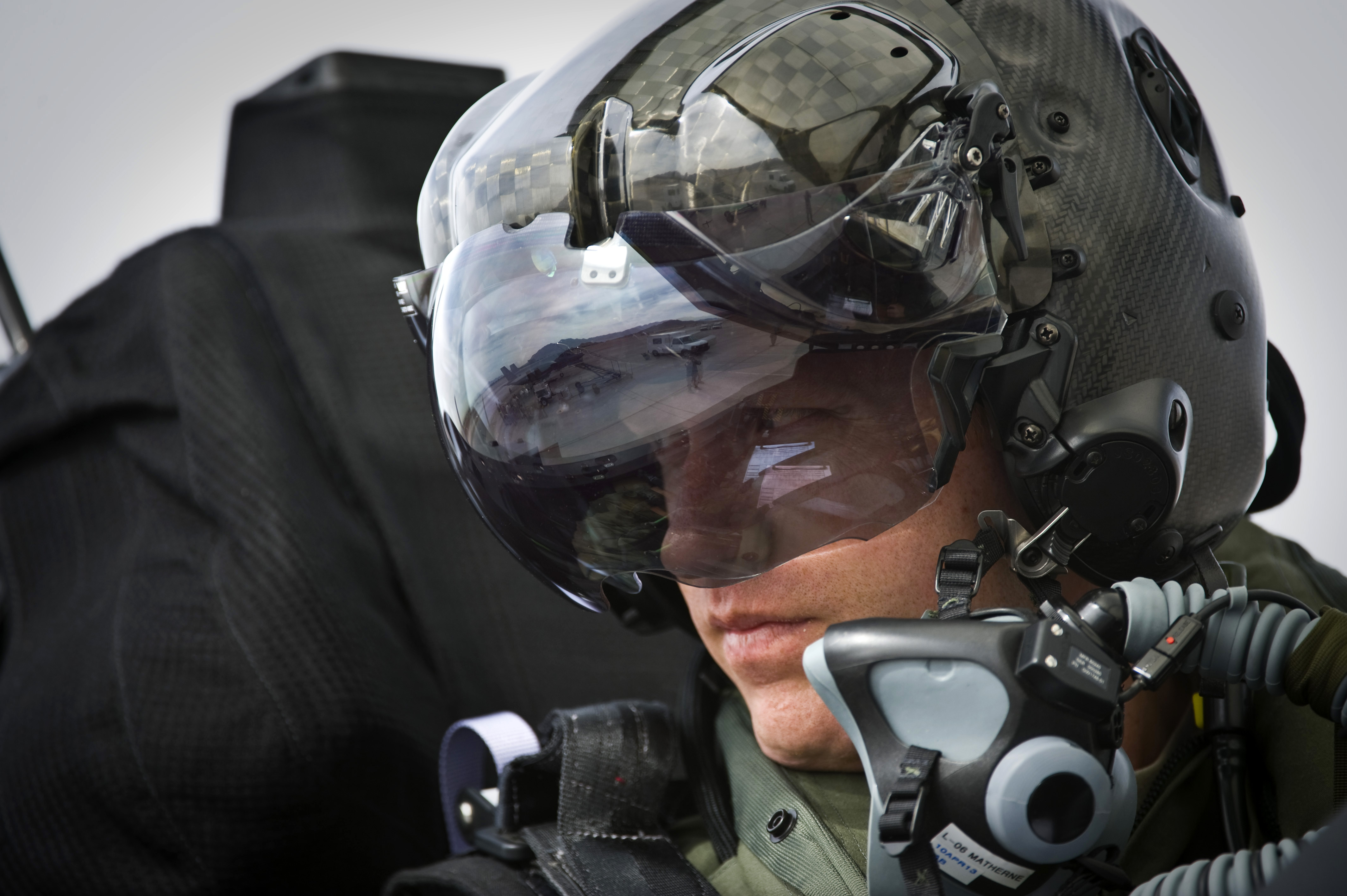
"Gen 3"のHMDS

ベル社の開発製造パートナー企業であるロッキード・マーティン社は、FVLの各区分「軽、準軽、中、重、超重」の5種の回転翼航空機に統合できる共通航空任務システムを開発している。
このシステムは同計画の調達の方向性決定と維持のためのコストを数十億ドル節約できるため、複数のシステムでの航空電子機器の整備士、訓練指導員、操縦士官の訓練が不要になる。
その構成要素（コンポーネント）の一つは、「統合センサー」（センサー・フュージョン、日本語で「センサー融合」とも呼ばれる能力）を使用して操縦士が操縦席に居ながらにして、航空機の構造体（胴体・主翼・尾翼類、風防の枠のほか、航空機乗員用ヘルメット　そのものが持つ固有の死角も含む）で 遮断され死角となった不可視の視界領域を “ 透過 ”して視認することを可能にする ノースロップ・グラマン社 と BAE システムズ・ミリタリー・エア・ソリューションズ（ 軍用機部門 ）社が共同開発した「電子光学・分散開口システム」（Electro Optical Distributed Aperture System , EO DAS :  AN/AAQ-37 EO DAS）を使用する「F-35 ライトニング II」で使用されるヘッドマウントディスプレイ機構（HMD-S）が採用された。
これは、「ストライク・アイ」と呼称されるヘッドマウントディスプレイ（HMD）ヘルメットである。

## 計画の特徴
本計画は、先進戦術戦闘機計画 (英： Advanced Tactical Fighter, ATF）, 統合打撃戦闘機計画 (英: Joint Strike Fighter Program , JSF）と好対照な特性を持っており、以下のように説明される。
- 先進戦闘機の開発費用が膨大となる危険分散のため、三軍（米空軍・米海兵隊・米海軍 ）共用するために単一機種の各々の派生型を開発した「統合打撃戦闘機計画」（　以後、JSF 計画と略称す ）と異なり、米空軍のみでの採用であった「先進戦術戦闘機計画」（ 以後、ATF 計画と略称す ）と同じく単一の軍組織（米陸軍）のみでの採用を予定している。
- 上記の採用形態に基づき、勝者総取り方式となった ATF計画　および JSF計画 と異なり、軽量級から超重量級までの5種類の区分にまたがる既存の4機種（ 超重量級は区分の新設 につき既存機種該当無し ）を各々順次代替する予定であり、軽量から中量級までの3区分は機動性と費用低減の観点から複合ヘリコプター形態を開発する陣営に利点があり、一方で、中量級から超重量級までの同区分は航空工学的な回転翼機の規模の限界[注 4]からティルトローター形態を開発する陣営に利点がある。このため、開発企業側にとっては米陸軍の予算的な制約から、個々の契約金額は主力戦闘機を開発した ATF計画 や 戦闘攻撃機を開発した JSF計画よりも低額での入札を余儀なくされるものの、長期にわたり継続的な需要を順次満たしていくことになり不採用や契約の取り消し（キャンセル）によりこれまでに投資した開発予算が全損益となる危険性が緩和される。
- 特に軽量級から準軽量級の区分に関して中小の開発企業にも商機の可能性があり、また仮に不採用になった場合でも中小企業が開発した垂直離着陸・航空機の技術が採用機の要素に取り込まれる（技術移転）することで損益を回避し、利益となる可能性がある。
- 計画の5区分の総運用機体の総計は 21世紀末までの長期間にわたって 4,000機 以上の需要が見込まれ、また段階的に開発・採用されるため、長期にわたって製造の需要があり、同時に運用上の保守整備などのアフターサービスの費用も継続的な需要が見込まれるため、米国内の航空産業の活性化に資する。
- 米陸軍の航空関係の正面装備に対する予算的制約のため、各々の開発企業に対しては　ATF計画　および JSF計画 以上の徹底した機体取得費用や運用維持・整備費用の低減（コスト意識）が求められる。

以上のような同計画の特性、さらに　提案要求が認められた場合には、米陸軍から7,500万・米ドルの試作機の開発製造資金が授与される　ことから、商機獲得を見込んで米国内外の様々な企業が、米陸軍に関して技術概念立証機（テクニカル・デモンストレーター）の提案を行うこととなった。

## 参加企業
1. シコルスキー・エアクラフトとボーイングは　「SB>1 デファイアント」("Defiant", 不等記号が誤解されやすいため、SB-1とも呼ばれる。開発企業連合内の製品名は『シコルスキー S-100 N100FV』)で参加。複合ヘリコプターの技術概念実証機シコルスキー X2 (2.72t/ 6,000lb)を基本に、2015年5月22日に初飛行を行った、米陸軍用の5,00t(11,000lb)級の軽武装・偵察ヘリコプターS-97 レイダーを本計画に適合するように大型化・重量化 (13.6t/3,0000lb)したもの[19]。
2. ベルとロッキード・マーティンは開発中のティルトローター機、V-280 ヴェイラーで参加[20][21][22]。
3. AVX航空機は、二重反転式ローターと双子式のダクテッドファンの設計を採用した航空機を提案[23]。このJMR-TD試作機は75％スケールで制作され、採用されればフルスケールの実用機を製造する予定である。
4. カレム航空機は「統合多用途」(Joint Multi-Role, 略語：JMR)に有効なTR36TD技術概念立証機に指定された「速度適合最適化・ローター傾斜器」(Optimum-Speed Tilt Rotor , OSTR)を設計することを提案した。これは既存のターボシャフトエンジンで2枚の直径11.0m (36ft)のメインローターを駆動させる予定である。TR36Dの生産型は、360kn (410 mph, 670km/h)の巡行速度を有する。カレム社は、その可変速度のOSTR(速度最適化ローター傾斜)構成が、重量、駆動系、空力的効率において利点をもたらすと述べている。これは高々度での安定したホバリング性能、高い上昇率と安定した操縦性、他のVTOL機よりも長い航続距離に加え、整備の簡素化や運用コストの削減などが挙げられる。2016年現在、カレム社は現行のTR36の作業を続け、2018年前後のローターの試験を開始しようとしている[24][25]。

### 開発企業連合への疑念と陸軍回答
シコルスキー・エアクフトは長らく複合企業であるユナイテッド・テクノロジーズの一部門であったが、2015年11月6日付けでロッキード・マーティン社の傘下となった。
本計画においてシコルスキーがボーイングとSB > 1 デファイアントを共同開発する一方で、ベル・ヘリコプターがV-280をロッキード・マーティンと共同開発することについて米国議会より以下の疑念が出された。
- シコルスキー社とベルヘリコプター社が共にロッキード・マーティンと密接な関わりを持つことにより、SB > 1 デファイアントとV-280 ヴェイラーの開発が誠実に実行されるかどうかについて疑いがある(談合などの可能性)。
- ロッキード・マーティンがシコルスキー側に対して働きかけして競合他社であるボーイング社をパートナー企業とするデファイアントの開発に不当に関与(ベル社のV-280を有利にするため、シコルスキーに遅延や怠業を要求するなど)する疑いがあり、軍要求の本旨に従った開発予算の誠実な執行が阻害される可能性がある。

この点に関して米陸軍は、
1. SB > 1 デファイアントの共同開発の決定はS-97レイダーの計画が正式に開始した2010年5月[26]からの決定事項であり、新たに親会社となったロッキード・マーティン社の影響はなく、また適切な指導も行っており、ベル社のV-280を優位にするためにデファイアントの開発をロッキード・マーティン側が阻害する可能性はない。
2. 複合ヘリコプターであるSB > 1 デファイアントに対し、ティルトローター機であるV-280は異なる飛行特性を持つ機体であり、両者は競合ではなく本計画の中量級から重量級の間で従来機種が行っていた任務を各機種の特性を活かして代替するものである。したがって米陸軍が求める要求事項を満たせば、両機種が採用される可能性がある。

と同議会に対して説明回答している。

### その他の参加表明企業
ユーロコプター X3
ユーロコプター X3
- 用途：実験複合ヘリコプター
- 製造者：ユーロコプター
- 初飛行：2010年9月6日
- 生産数：1機
- 運用状況：開発中

- エアバス・グループ(EADS)は、ユーロコプター X3（ユーロコプター社の実験複合ヘリコプター　）に基づいていると予想される 統合多用途ヘリコプター ( JMR ) の第一段階 ( Phase I ) の技術概念実証 (デモンストレーション) の提案書を提出する予定だったが、ユーロコプター X3の知的財産権を米国に移転しなければならない可能性があるため、2013年5月下旬に辞退し、軽武装・偵察ヘリコプター ( Armed Aerial Scout , AAS ) 計画の入札に焦点を当てる（後にこちらも入札を取り消される）。[23][27][28][29]

- 同社はまた、高速回転翼航空機の開発費用は、授与された 7,500万米ドル の資金調達額をはるかに上回っているとも述べている。[30]ユーロコプター社の提案は、X3デザインに完全に基づいたものではなく、その技術の側面を活用したものだった。なお、ユーロコプター社は、米陸軍が特定の要件を作成したときにFVLの提案書を提出することが可能であるに過ぎないもので、この点でも競争に関してアメリカ合衆国固有の企業に対して明らかに不利であった。

パイアセッキ・エアクラフト・JMR-1
提案の原型機、X-49 スピードホーク
- 用途：軍用機（輸送機、偵察機、攻撃ヘリコプター等）
- 分類：ティルトローター
- 設計者：パイアセッキ・エアクラフト・シコルスキー・エアクラフト , ボーイング
- 製造者：パイアセッキ・エアクラフト・シコルスキー・エアクラフト , ボーイング
- 運用者：

  -  アメリカ陸軍
- 運用者

  - アメリカ海軍
- 初飛行：2017年(予定)
- 運用状況：開発中

- パイアセッキ航空機は、PA61-4 先進型・主翼付・複合ヘリコプター　( A dvanced  W inged  C ompound ,  AWC  ）に入札した。完全な複合ヘリコプター形態は、239km（ 268 mph; 432 km / h ）で飛行する予定で、以前の「X-49 スピードホーク」で採用していた「推力偏向（ベクタードスラスト）・ダクテッドプロペラ」（ VTDP , Vectored-Thrust Ducted Propeller ) を再使用した。それは航空機を推進し、揚力確保と回転翼のトルクを打ち消すための長い翼幅を持っていた。主翼は、追加の飛行制御に必要な翼の迎角を変更するため旋回可能で、空中静止（ホバリング）中の主回転翼からの気流吹き下ろしを減少させることで地上兵員の危険を減少させる。翼を取り除いて 「推力偏向・ダクテッドプロペラ」( VTDP ) を保持すると、機体操縦に使用可能な 180 kn（ 210 mph; 330 km / h ）推力複合型が生成された。逆に、「推力偏向・ダクテッドプロペラ」( VTDP ) を従来型のテールローターに置き換えると、速度は遅くても軽く、安価で、外部吊り下げ輸送（クレーンヘリコプター用途）または垂直補給任務にも優れた160 kn（180 mph; 300 km / h）の型が生成された。

- 本計画におけるパイアセッキ社の項目は、本計画の先行計画である「統合多用途ヘリコプター計画」 （ Joint Multi-Role　,  JMR　) 段階では選択されていなかった。 2016年現在、パイアセッキ社はX-49を更新するための他の資金を有しており、将来型垂直離着陸機のための翼付き複合ヘリコプター設計を提供する予定である[31] [32][33]。

## 開発

### シコルスキーとボーイング陣営
シコルスキー SB > 1 デファイアント
- 用途：軍用機（輸送機、偵察機、攻撃ヘリコプター等）
- 分類：複合ヘリコプター
- 設計者：シコルスキー・エアクラフト , ボーイング
- 製造者：シコルスキー・エアクラフト , ボーイング
- 運用者：

  -  アメリカ陸軍
- 運用者

  - アメリカ海軍
- 初飛行：2017年(予定)
- 運用状況：開発中

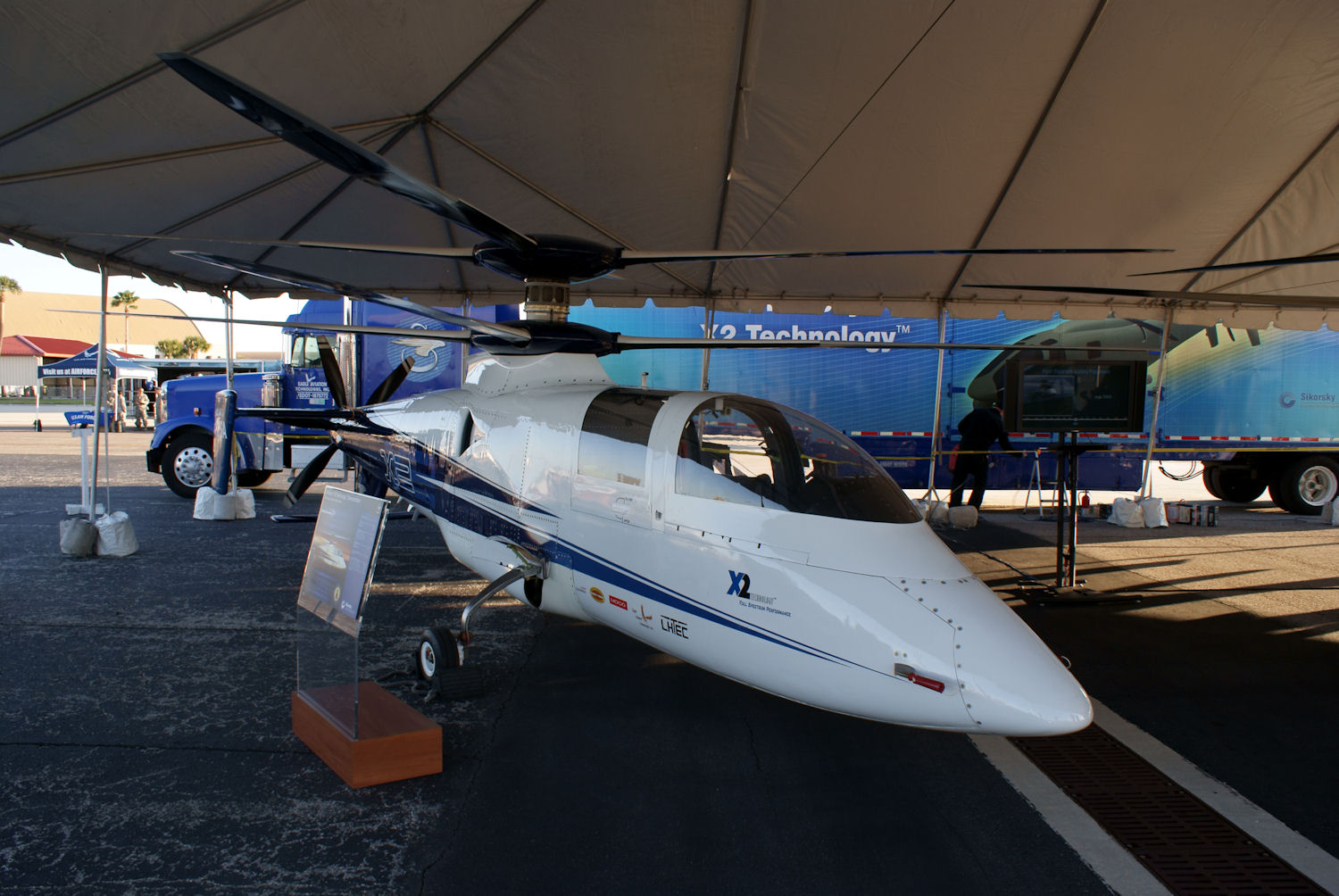
シコルスキー X2
（機体番号 X525SA ）

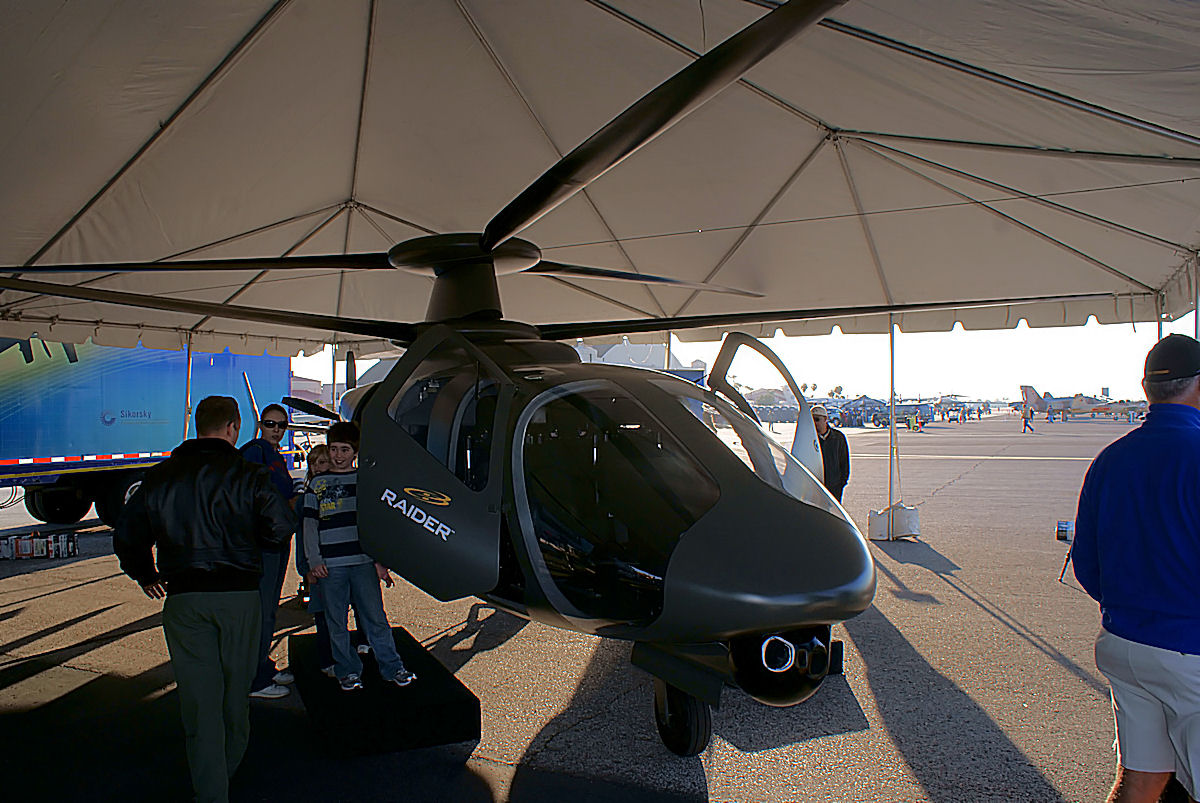
シコルスキー S-97 レイダー 試作第1号機
（機体番号 N971SK ）

シコルスキー航空機とボーイング社は、計画の第一段階として「SB>1 デファイアント」（Defiant,不等記号が誤解されやすいため、SB-1とも呼ばれる）(also widely known as "SB-1")中型垂直離着陸・輸送機の機体規模の技術概念実証機（デモンストレーター）を共同開発の上で試作した。
なお、この「デファイアント」( Defiant ) の名称は英語で「挑戦的な、反抗的な、傲慢 (ごうまん) な」を意味する。
それは2017年に初飛行予定であり、さらなる開発のために陸軍によって評価される。シコルスキー航空機は、以前の「シコルスキー X2」設計に基づいた回転翼航空機で第一段階の開発を対抗企業連合に対して引き離している。
ボーイングは戦闘任務システムの技術概念実証（デモンストレーション）段階である「 フェーズ 2 」（ 第二段階 ）をシコルスキー社に対して指導的立場で把握（リード）する予定である。
ボーイング・シコルスキー陣営は、ヘリコプター設計が軍で最も使用されているという事実と、これまでの開発に成功してきた業績に基づく同形態の設計に対する絶対の自信 により、ベル社が陸軍に提出したようなティルトローター技術には、ほとんど関心を持たなかった。
2013年までに、シコルスキーとその共助企業ボーイング社は、試験機「シコルスキー　X2」と 軽・武装偵察ヘリコプター「S-97 レイダー」の2機種に対して 約 2億 5,000万ドルを費やした。
しかし同陣営チームの回転翼航空機は、想定される任務が異なることから、飽くまでも軽・武装偵察ヘリコプター である「S-97 レイダー」の設計とは別の機体になる予定である。 
同陣営は「SB > 1 デファイアント」（ SB-1 Defiant ) の性能と信頼性に自信を持っており、総設計費用の半分以上を支払っている（ 残りは米陸軍から応募企業への助成金 ）。
同陣営のこれまでの最後の共同開発計画は、1980年代に始まり2004年に取り消されるまでに、総額 70億・米ドルの莫大な費用を費やした「RAH-66 コマンチ」( Comanche ) だった。
彼らは、予算削減、「要求の変化」( requirement creep )、長引いた開発期間は試作偵察攻撃ヘリコプター「RAH-66 コマンチ」に問題を引き起こしたものの、チームの機能不全は生じなかった。「RAH-66 コマンチ」計画各社はこの航空機の機体構成の各々異なる部分を分担して製造した。統合多用途機 ( Joint Multi-Role , JMR ）段階では、両社の従業員が協力し合った。チームは　2015年に「ザ・サプライヤー」（「基幹機体・納品企業連合」）として、自らの陣営を名付けた。
「SB >1 デファイアント」は 250 kn（ 290 mph; 460 km / h ）の巡航速度を持つが、費用低減のために「古い」ライカミング T55 , ( ライカミング社内識別名称：「ライカミング LTC-4」)を使用した場合は、より少ない戦闘行動半径になる。
「ベル　V-280　ヴェイラー」が試みている、米陸軍の「将来の手頃な価格のタービンエンジン」計画　(The Army's Future Affordable Turbine Engine (FATE) program ) からの資金提供を受けて新規にエンジンを開発した場合は、229 nmi（264 mi; 424 km）の要求条件を満たす。
従来のヘリコプターと比較して、同軸二重反転の主回転翼 と 推進式プロペラは、185 km / h（115 mph）の速度増加、戦闘半径が 60％延長され、空中静止の性能に関して高温・高地の悪条件下においても、およそ 50％優れた性能を発揮する。
シコルスキーは、前記の試験機 " X2 " の設計が「垂直離着陸・重輸送機」の設計に適していないとし、代わりに、超・重量級（ JMR-Ultra ）の回転翼輸送機として CH-53K キングスタリオン ( King Stallion )　の胴体を基本にティルトローター機に改めた設計を提案している。
しかし、シコルスキーは　X-2　に関する航空技術の規模の 大型・重量級航空機 に対する不適用性に関する疑念を払うために、フルスケールで 30,000 ポンド ( 13.60 t )級 の JMR-TD（ 貨物／乗員区画［キャビン］）容積が 「UH-60 ブラックホーク」より、約50％大きい ）を生産する建設する計画である。
SB-1は、機敏な加減速、左右方向への機動性能、機尾上げ と 機首下げを、空中静止（ホバリング）機能を利用して素早く能動的に機動運動する。
「SB > 1 デファイアント」の技術概念実証機は　従来機である CH-47 " C型 " チヌーク　を駆動する　ハネウェル・ライカミング T55によって動力を与えられる。これは、毎分 85％ 回転までの低速でより良好に動作するように、原型の機関からわずかに変更される。

### ベル陣営
ベル V-280 Valor
ベル V-280 (フォートワース　2019)
- 用途：軍用機（輸送機、偵察機、攻撃ヘリコプター等）
- 分類：ティルトローター
- 設計者：ベル・ヘリコプター、ロッキード・マーティン
- 製造者：ベル・ヘリコプター、ロッキード・マーティン
- 運用者：

  -  アメリカ陸軍
- 初飛行：2017年12月
- 運用状況：開発中

ベル・ヘリコプター は将来型垂直離着陸機 ( FVL) 計画に関して、「V-22　オスプレイ」を第2世代機と定義した上で、第3世代のティルトローター設計を採用した。ベル社は、財務および技術支援のために共助支援企業（パートナー）を募集したが、ベル社自身は企業体力を十分に有しており、本質的には支援を必要としなかった。2013年4月に、ベル社は「V-280 ヴェイラー」という名称のティルトローター機の設計デザインを発表した。
名称は英語で、「武勇、剛勇、勇気」を意味する　"Valor" （読みはヴェイラー、アメリカ英語式の発音では「バロー」だが、ベル・ヘリコプター・ジャパンのウェブページでも「V-280 Valor」と表記しているのみ。 ) 
巡航速度は280ノット（ 320 mph; 520 km / h ）、2,100海里（ 2,400 nmi; 3,900 km ）、戦闘行動半径は 500〜800nmi（ 580〜920 nm; 930 km 〜 1,480 km ）。
複合材料で構成される胴体、三重の冗長度を持つフライ・バイ・ワイヤ飛行制御システム、引き込み式降着装置、アクセスを容易にするための 2枚 の 6フィート（ 1.8 m ）幅の側面点検扉を備えた大型セル区画の炭素（カーボン）主桁構造を持つ主翼を備えている。
V-280 は V-22 と異なり、エンジンは主翼に固定で回転翼のみの角度が変化する。UH-60の代替が予定され、米陸軍のみでの採用を見込み、艦載予定がないので、余分な機能である主翼や回転翼関係の各々の「折り畳みの機構」は備えない。
V-280 は、滑走または垂直離着陸時に路面を熱で傷めない工夫により、左右の双ローター部の円柱形状の基部のみが傾斜するが、エンジンとそのナセル（エンジン・ポッド）は傾斜しないという点が V-22　と異なる。
予定されている「技術概念実証機」デモンストレーター）は中型で操縦士・副操縦士を含めて総計4名の搭乗員 と 最大で 14人 の兵員を運ぶ。技術概念事実証機は実用機の 92％ 以上の機体規模で試作生産される予定である。
ベル社は政府から授与された 7,500万・米ドルの金額の 4倍 の費用を投資していると述べている。
ベル社は、陸軍が入札する準備が整う前に、他の軍務（サービス）に就役している従来型ヘリコプター置換計画への準備が既に完了していることを示唆している。

### AVX 航空機
AVX  JMR-MPS 汎用／攻撃ヘリコプター
JMR-Medium（ 中量級 ）同軸二重反転の回転翼と先尾翼、双子式のダクトファン設計の航空機を提案。3,600 kg (8,0000 lb)の機内搭載量、5,900 kg ( 13,000 lb )の機外吊り下げ輸送能力を持ち、汎用ヘリコプター・UH-60 ブラックホーク 、 攻撃ヘリコプター・AH-64 アパッチ を置換予定。
- 用途：軍用機（輸送機、偵察機、攻撃ヘリコプター等）
- 分類：複合ヘリコプター
- 設計者：AVX航空機 ,　ロックウェル・コリンズ, BAEシステムズ
- 製造者：AVX航空機 ,　ロックウェル・コリンズ, BAE システムズ・ミリタリー・エア・ソリューションズ
- 運用者：

  -  アメリカ陸軍
- 運用者

  - アメリカ海軍
- 初飛行：2017年(予定)
- 運用状況：開発中

AVX 航空機は、同軸二重反転の回転翼と良好な操向性と若干の追加の前進推力を提供する双子式のダクトファン設計の航空機を提案した。　それら　JMR - TD　提案機体 75%の縮尺において試作される予定である。 それは操縦席の直上の後方から肩翼式に延びる先尾翼（カナード）が40%の揚力を分担し、残りの60%は 17.06　m ( 56ft )　の回転翼から得られ、230 kn ( 260 mph ；430 km/h 　）で飛行可能である。 設計の困難な障害の半分は胴体設計に起因し、残りの半分は回転翼の機構に由来するため、風洞試験は抗力を3分の1に減らすことを目指している。 回転翼機構は、2素材の複合材料による可撓性のある桁を持ち、各4枚の羽根の付け根に加えて支柱と基部の間を覆う抵抗減少のための空力整形フェアリングを備えている。 中型機版は、12,000 kg ( 27,000 lb ）の重量で4名の乗員と12人の兵員を輸送し、5,900 kg ( 13,000 lb ) の機外吊り下げ輸送能力を持つことが提案されている。
機内は置換目標である シコルスキー UH-60 ブラックホーク の2倍となる 1.83 m x 1.83 m ( 6 ft x 6 ft )  床面積の貨物室（キャビン）であり、3,600 kg ( 8,000lb )　機内搭載重量を持つ。この航空機は、12枚のNATO規格担架（二つ折り型ストレッチャー。縦：約 230 cm　, 幅：約 53 cm 取っ手部分：約 20 cm ）を輸送可能で、遠距離での自己展開(フェリー輸送)のための補助燃料システムを有し、選択機能として限定的ながらも無人運用が可能である。 汎用ヘリコプター型と攻撃ヘリコプター型は90％の共通性を持ち、ほぼ同じ速度で飛行することを予定されている。 試作航空機は現用の GE-T706 (CT7) ターボシャフトエンジンが装備されるであろうが、しかし AVX は、彼らの設計に対してより高出力の 4,800 馬力以上の先進的かつ取得可能なタービンエンジンで装備することを期待している。 AVX はロックウェル・コリンズ、ゼネラル・エレクトリックと BAE システムズとチームを組んだ。それは容易な貨物処理のための大型後部傾斜板（ランプ）を備えた胴体後部の搬出入扉を優れた特徴とする。 汎用型と攻撃型の双方が格納式の着陸装置を持ち、洗練された流線形の形状設計を提供するために必要とされるまで、攻撃型は必要な全ての兵装を格納したまま携行飛行する。AVX社は無人機の概念をベル　V-22 オスプレイ の半分の費用で同機の 80% の速度を達成可能な「革新的な複合・同軸二重反転ローター形式のヘリコプター」として提案する。
機体は気温が摂氏 35℃（ 華氏 95 ˚F ）の条件下で 1828.8 m ( 6,000 ft )　高度における空中静止（ホバリング）が可能であることが見込まれ、無給油でカリフォルニア州のトラビス空軍基地（ 基地コード：SUU ）からハワイのヒッカム空軍基地（ 基地コード：HNL ）間の 2,100 nmi ( 3,900 km; 2,400 mi)　の距離を無給油で飛行可能となることが見積られる。 AVX は（ 25名の従業員のうちの幾人かは V-22 オスプレイの開発生産にも携わった ） 大規模な防衛関連企業の頭ごなしの企業体質( overhead attributes ）の負の遺産、あるいはその負担が双方とも無いという比較的小さい会社の優位性としての地位がこれら大企業に対して有効であると考えている。 もし米陸軍から航空機を供給業者（サプライヤー）するよう選ばれたなら、航空機を供給するために選択されたAVXは、シコルスキーと同様に、組み立て、統合、および生産サポートを扱うことができる別の会社とのチーム化契約を結んでいる可能性が高い。
AVX 社は重量級・垂直離着陸機の回転翼の選択として同軸・二重反転式ローターが不適当であると考え、" Capability Set 4 " (「能力特性・指定 第４号」： CH-47 チヌーク の後継機　）の要求実現手段として、ティルトローター機を示唆している。

### カレム航空機
TR-75 重ティルトローター戦術輸送機
JMR-Heavy（ 重量級 ）と JMR-Ultra（ 超・重量級 ）の機能を併せ持つ同社独自の Joint Heavy Lift ( JHL , 統合 重・垂直離着陸機 )
- 用途：軍用機（輸送機、空中給油機、早期警戒機（ AEW ）、早期警戒管制機（ AWACS ）ほか）
- 分類：重・ティルトローター機
- 設計者：カレム航空機 , BAE システムズ , ロックウェル・コリンズ
- 製造者：カレム航空機 ,　BAE システムズ , ロックウェル・コリンズ
- 運用者：

  - アメリカ空軍
  - アメリカ海軍
- 運用者

  -  アメリカ陸軍
- 初飛行：2017年(予定)
- 運用状況：開発中

カレム航空機は、TR36TD 技術概念実証機（デモンストレーター）に指定された「速度適合最適化・ローター傾斜器」（ Optimum-Speed Tilt Rotor , OSTR ）の設計の提案とは別に、民間機市場で「ボーイング737」の第三世代型であるB-737 ( -600/-700/-800/-900)の後継機を重・ティルトローターで代替する「スカイトレイン計画」 で提案と試作設計を検討中の機種を陸軍のみならず、米空軍と米海軍にも逆提案しており、これらは " Joint Heavy Lift " ( JHL , 統合 - 重・垂直離着陸機 )と区分される。
他社にはない最大の特徴はその機体規模で、 C-130J スーパー・ハーキュリーズやエアバス A400M アトラス よりも大きい。
また当初より空中給油機 やアメリカ海軍が使用した早期警戒機（ AEW ）であるEC-121 ウォーニングスターや、米空軍で2017年現在も運用されているE-3 セントリーのような早期警戒管制機(AWACS)の派生型が設計段階から考慮されており、他社の提案とは機体規模や機能面からみても特異(Unique)な内容となっている。
なお、この区分のティルトローター機は前例が無いため、他の区分と異なり現在の固定翼中型輸送機(C-130J スーパー・ハーキュリーズ, エアバス A400M アトラス)を退役させることは考えられておらず、固定翼中型輸送機と統合 - 重・垂直離着陸機(JHL)は並行して機体寿命が尽きるまで運用されることになる。　
一方で、米陸軍の「統合多用途 (Joint Multi-Role, 略語：JMR )」 計画に対しては、本機の構成を小型化・軽量化したものを適用することが予定されている。
カレム航空機によれば、このティルトローター航空機は
- 性能向上のための最適速度の獲得技術。
- 既存の貨物航空機よりも効率的な巡航飛行。
- 開発、取得、運用に手頃な価格。
- M2ブラッドレー歩兵戦闘車 ( M3 ブラッドレー騎兵戦闘車 ) および ストライカー装甲車（ LAV-III ）の積載及び空輸が可能。
- 将来のティルトローター戦術輸送機の他社（ ベル・ヘリコプターなどを想定 ）競合に対する、高い存続可能性。
- 高速巡航能力 - マッハ0.65+ / 330 ノット以上　( 330+ knot )。
- 13,716 m  ( 45,000 ft. )　の巡航飛行維持高度　と与圧貨物区画（ 加圧キャビン ）
- 柔軟性のある運用が可能な大容量の空中給油機 - ヘリコプター、爆撃機、武装を搭載した状態のままの戦闘機に対する安全な陸上または海上の条件を問わない空中給油能力 。
- 高温・高地における地面効果外での垂直離着陸と空中静止（ホバリング）能力　- 運航重量（ operating weight ）[注 6]にて双発のうち、片方のエンジンが完全に機能しない条件でも左記の飛行能力を保証。
- 36トンの積載量　（ 高温・高地における装甲戦闘車両を積載状態での長大な戦闘輸送半径 ）。
- 世界展開能力 （ 24時間で世界中のいかなる地域にも軍隊を展開可能　）。
- 従来の「固定翼・中型貨物輸送機」に匹敵する機体規模と能力。

を実現する設計であると説明されている。

### 海軍提案と利用可能な船舶
カレム航空機は、統合 - 重・垂直離着陸機（ JHL ）を採用することで、アメリカ海軍の特殊部隊であるアメリカ海軍特殊戦コマンドの管轄部隊、例えばNavy SEALs  （ネイビーシールズ,英語: United States Navy SEALs）の作戦展開に関する柔軟性を拡張可能であると説明し、作戦地域に必要に応じて特殊部隊の作戦に必要な大型装備、例えば M2ブラッドレー歩兵戦闘車 ( M3 ブラッドレー騎兵戦闘車 ) や ストライカー装甲車（ LAV-III ）を多くの作戦で任務地域として想定される内陸深くの奥地に直接輸送することが可能になるとして、同時に離艦可能な艦船（民間船舶を利用する場合はその発進可能条件）を具体的に米海軍に対して提示している。なおこの条件は米陸軍が艦船や民間船舶を利用して重装備品を空輸する場合にも同様に適用される。
重・垂直離着陸機（ JHL ）を運用することで取得可能な海上拠点
- 旅団規模の軍隊が制御された集結地域に前もって配置可能となる。
- 海上における部隊集結点、 海上拠点で積載装甲戦闘車両を伴った統合-重・垂直離着陸機（ JHL ）が急速軍事計画として、土地深く装備品と地上部隊を会合させる。
- 利用可能な海上拠点となり得る船舶および艦船群には、合成風力を生成可能な程度の船体と機関を持つ大型（民間）商用船舶が含まれる。この場合の具体的な条件としては原子力空母( CVN ) 空母機動艦隊に随伴可能な航続距離と最大航行速力が出せることである。
- 16かそれ以上の垂直離着陸点から航空機を離艦させる能力。（大型機につき小型ヘリコプターのヘリパッドを基準数 1 として）
- 重・垂直離着陸機（ JHL ）は、部隊の重要なアクセス改良と実施柔軟性を可能にすることで、米大陸におけるアメリカ合衆国の確たる基盤形成を可能とする。[58]

## 候補企業の絞り込み
2014年8月11日、アメリカ陸軍は参加企業の絞り込みを行い、シコルスキー・ボーイング連合のSB >1 デファイアントとベル・ロッキード・マーティン連合のV-280 ヴェイラーの2種類を選択した上で統合多用途ヘリコプター(JMR)の技術概念実証計画を続行したことを報道陣に伝えた。機体設計では陸軍が 同軸二重反転式ローターおよびティルトローター設計を追求しており、小規模な請負企業より、大規模、かつ確立された企業連合が米陸軍にが好まれている。
AVX 航空機は、未だ米陸軍との交渉中であり、彼らはまだ同計画上である程度の作業を続けることが出来ると考えている。
参加企業の「絞り込み」の正式な通達は、当初の予定では、交渉が確定した 2014年 8月下旬に発表される予定だった。
米陸軍は2014年 10月 3日に 「シコルスキー = ボーイング　SB > 1 デファイアント」 と　 「ベル = ロッキード・マーティン　V-280　ヴェイラー」の  二者を最終的な候補企業グループとして正式に発表した。 
両チームは 2017年 に開始される飛行試験に向けて技術概念立証機を試作製造する予定である。　
AVX 航空機 と カレム航空機を選定しなかったにも関わらず、米陸軍は依然として彼らが提供している技術に興味を持っており、それ故これらの小規模企業は、5つの区分のいずれか、特に空白の部分［　 2 . JMR-Medium Light（準軽量級)：　未定 ］で再び選定される可能性に賭けて、引き続き米陸軍と粘り強く交渉を続けている。
2014年 9月上旬に、航空専門家の委員会は、将来型垂直離着陸機計画　( FVL ) の主導を握る幹部人員に、以前の取得努力による欠陥、つまり　F-35　統合打撃戦闘機計画を避ける方法を教授した。パネルディスカッションには3つの提案があった。
- 同計画を、異なる管理可能な部分に分割すること。
- 商業用ヘリコプター産業の専門知識を活用する。
- 米国議会からの早期支援を確保する。

将来型垂直離着陸機計画( FVL ) は 4種類の垂直離着陸輸送機の区分級を開発しようと予定しているが、将来的に事情が変わり米海軍と米国海兵隊の中型揚力機が含まれる場合、5種類になる可能性もあるので、1つの計画で異なる派生型の設計がある。
F-35 計画が遭遇した1つの主な問題は、1つの設計の派生型（　空軍の A型、海兵隊の B型、海軍の C型　）で、三軍の多種多様な需要に対応しようと目論む単一計画を安易に設定したこと にあり、本計画がこの先例への反省を活かすことが望まれている。
将来型垂直離着陸機計画 ( FVL ) がこれを回避し、異なる用務の各々の区分の回転翼航空機の間で一般的な　動力伝達機構（　＝ ドライブトレイン、トランスミッション も含まれる）, エンジン、および 航空電子通信機器 (アビオニクス) を使用することの主な目標を達成することは可能である。
米陸軍の AH-64 アパッチ と UH-60 ブラックホーク の設計は全く異なるが、海兵隊の汎用ヘリコプター「UH-1Y ヴェノム 」と 攻撃ヘリコプター「AH-1Z ヴァイパー」は、異なる機体を使用していても 85％ の共通性を持っている。高度かつ高性能な F-35 ライトニング IIでは不可能であった民間の商業ヘリコプター製造業者の技術を利用することで、開発の費用と時間を節約することが可能である。
統合打撃戦闘機計画(JSF, F-35 ライトニングII)は、費用を分担し得る国際的共助国家群（国際パートナー）を確保しており、一方で将来型垂直離着陸機計画 ( FVL ) は、いかなる国際的共助国家群をも持たないが、同計画が正式に開始されれば「国際的共助国家群」の参入は歓迎され、政府間の合意が得られる前に、業界間の事前合意が勧告されるべきであろう。
暗黙のうちに議員を維持することは、F-35　への資金供与の為の報告要件の信頼と賦課の不足を引き起こしたので、議会の支持は早期に確保されることも勧告された。陸軍航空の購入予算が3年間で40％減少したため、将来型垂直離着陸機計画( FVL )は、2017年現在、回転翼航空機の航空団の近代化と相反する可能性がある。 As Army Aviation purchase budgets has decreased 40% in 3 years, FVL funding could be conflicting with modernization of the current rotorcraft fleet.
2015年 1月、陸軍は、将来型垂直離着陸機計画 ( FVL )　における中型・中量機の区分が「攻撃/偵察用」と「汎用/兵員輸送・空挺用」の2つの異なる型に分割されることを確認した。
この見直された計画概要では、米陸軍航空団の全体で機体要素（コンポーネント）の共通性を追求しているが、用兵側の幹部層は、同一機体を「攻撃/偵察用」と「汎用/兵員輸送・空挺用」双方の航空作戦任務には共用出来ず、したがって異なる機体規模の回転翼航空機が攻撃と強襲の航空作戦の任務に必要である ことを確認した。
他の任務も、特定の軍務需要に合わせて独自の 「将来型垂直離着陸機計画」( FVL )　・中型中量機の派生型を調整することで対応可能である。
この派生型では、異なる形式の推進機（各々の陣営の 側面配置（サイド・バイ・サイド）双子式ティルトローター機 と 1組の同軸二重反転式のローターを備えた推進式プロペラ配置の「複合ヘリコプター」を使用することも可能だが、2017年 から 2018年にかけての「技術概念実証機」( TD ) の試験飛行の結果までは何も確認されない"Army Picks Firms to Build Future Helicopter", DoD Buzz, 12 August 2014.。

## 採用決定
2022年12月6日（太平洋標準時）、米陸軍は将来型長距離強襲機のうちUH-60の後継機をベルV-280にすると発表した。発表はUH-60の後継機としか発表していないため、同じく将来型長距離強襲機で更新する予定のAH-64DとAH-64Eの後継には別の機体が選定される可能性がある。しかし12月11日にシコルスキーは選定結果に対し米国政府責任説明局（GAO、旧・会計検査院）に異議を申し立てた。しかし、GAOは陸軍の決定を支持、シコルスキー/ボーイングも決定を受け入れ「訴訟を起こさない」と発表した。